# ルマンド

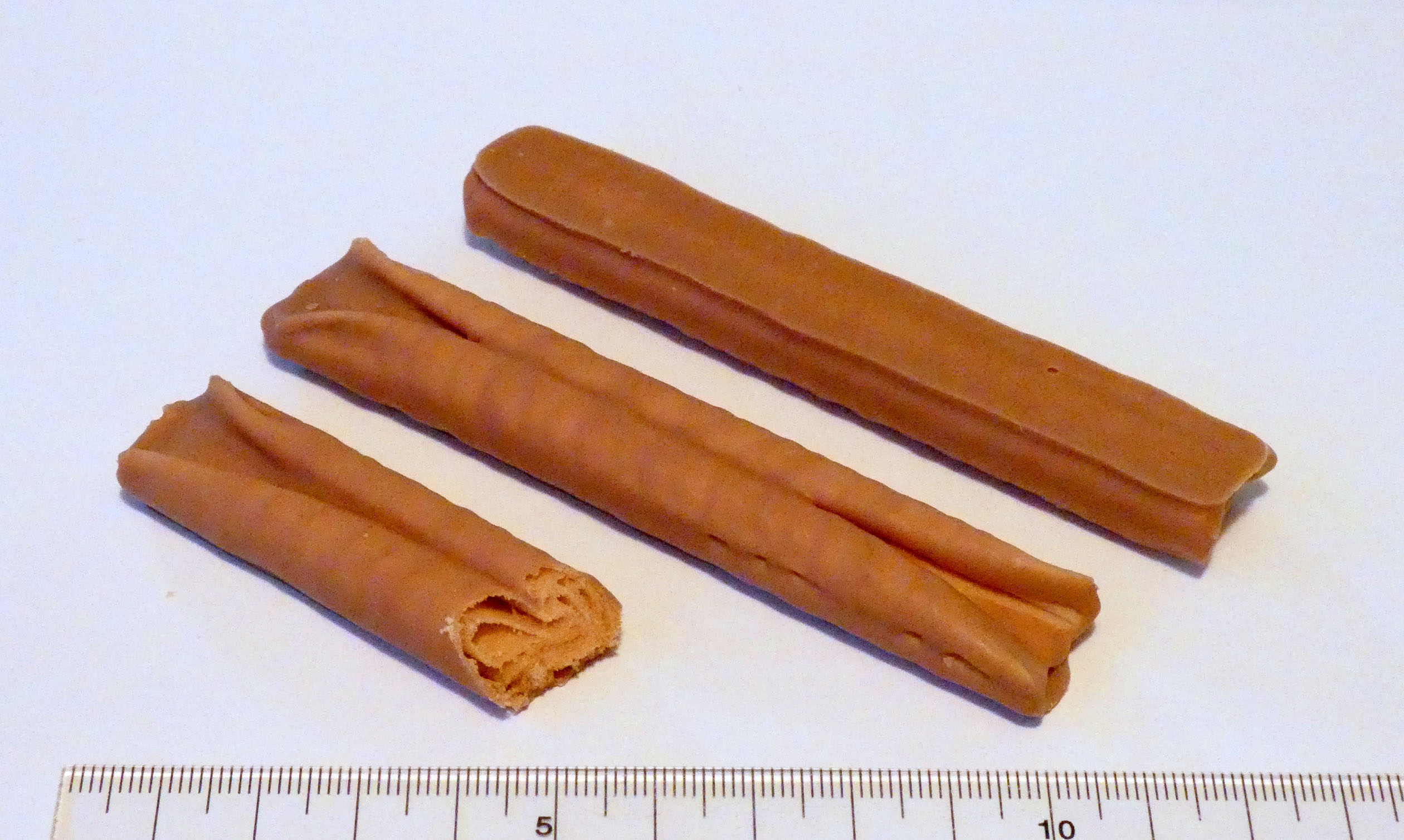
ルマンド

ルマンドは、ブルボンが製造しているクッキー。1974年発売開始。

## 商品概要
- 何層にも重なったサクッと軽やかな食感のクレープ生地をココアクリームで包んだお菓子で、ブルボンの創業50周年を記念して開発された[3]。開発担当者が新製品のアイデアを考えていた際、紙をくしゃくしゃにした時に独特な形になったことから思い付いたという。薄く延ばされ層になり不規則な形をしたクレープ生地をどうやって大量に安定して生産するのかが大きな課題で、機械開発部門や製品開発部門が何度も試作し成型手法を完成させた。当時は極めて珍しかった液体マーガリンを原材料メーカーと共同で開発したのもルマンドがきっかけだった[4]。
- 紫を基調にしたパッケージデザインであるが、発売当時紫は食品にはタブーの色とされており、業界内で常識を覆す発想だった[4]。
- 商品名はフランス語の「ル・モンド（世界）」に由来し、世界に広がるお菓子になってほしいという想いから名付けられた[4]。

## 原材料名・添加物名
- 小麦粉
- 砂糖
- 植物油脂
- マーガリン（乳成分含）
- 全粉乳
- 脱脂粉乳
- 液全卵
- クリーミングパウダー（乳成分含）
- マルトース
- 水飴
- ココアパウダー
- 乳糖
- ホエイパウダー（乳成分含）
- 食塩
- 洋酒
- 乳化剤（大豆由来）
- カゼインナトリウム（乳由来）
- 香料（乳由来）
- 膨脹剤
- 着色料（カロテン）

## ルマンドに含まれるアレルギー物質
- 小麦
- 卵
- 乳
- 大豆

※特定原材料等27品目中

## 関連商品
- ミニルマンド ココアクリーム&ミルクチョコ
- ミニルマンド キャラメル&ココア
- ミニルマンド マロンクリーム
- 贅沢ルマンド
- ひとくちルマンド - ひとくちサイズのパウチ形態商品。2019年10月発売。
  - ひとくちルマンド マイルドビター - 2021年3月発売。
  - ひとくちルマンド ストロベリー - 2022年3月発売。
- ルマンドアイス - ブルボンの地域（新潟県、富山県、石川県および福井県の北陸地域）限定アイスとして2016年8月8日に発売された、アイスクリームの中にミニタイプのルマンドが4本入ったモナカタイプのアイスである。2016年12月19日から2017年1月1日の期間限定で東京駅八重洲口の東京駅一番街にある「パティスリーブルボン」でも1日500個限定で販売された[5]。その後2017年2月6日に長野県、山梨県[6]、同年5月8日には宮崎県、鹿児島県、沖縄県[7]、7月3日には熊本県、大分県、7月31日には福岡県、長崎県、佐賀県でも販売を開始し、九州地域全域で発売された[8][9]。次いで9月11日には東海地域（愛知県、岐阜県、三重県、静岡県）[10]、10月2日には東北地域（青森県、岩手県、秋田県、山形県、宮城県、福島県）および北海道[11]、11月6日には中四国地域（広島県、岡山県、山口県、島根県、鳥取県および香川県、愛媛県、高知県、徳島県）[12]、12月4日には関西地域（大阪府、京都府、兵庫県、滋賀県、奈良県、和歌山県）[13]と発売地域が拡大され、そして残る関東地域（東京都、神奈川県、千葉県、埼玉県、茨城県、栃木県、群馬県）でも2018年2月12日に発売され[14]、日本全域で入手可能となった。バリエーション商品として「ロイヤルミルクティー」「ラテショコラ」などが発売された。
- ルマンドココアドリンク缶180 - 2024年11月から一部自販機企業で先行販売。ルマンドで使用しているココアクリーム用のフレークと、クレープ生地をパウダー化した生地粉を使用しているとのこと[15]。

## CM出演者
- 髙橋ひかる（2018年 - ） - ルマンドアイス
- 中村倫也（2019年 - ） - ブランドイメージキャラクター
- 宮世琉弥 - ひとくちラングレイズ